# Білкохвіст Едипа
Білкохвіст Едипа (Sciurohypnum oedipodium) — вид мохів порядку гіпнобрієвих (Hypnales).

## Поширення
Ареал охоплює такі частини світу: Європа, Азія, Північна Америка.
Населяє гнилу деревину, перегній, мінеральний ґрунт, тонкі шари ґрунту над породою; на висотах від 40 до 3700 метрів.

## Характеристика
Рослини середнього розміру, рідше великі або дрібні, в нещільних пучках, світло-зелені, часто листяні. Стебла до 5 см, висхідні, дугоподібні, часто загнуті дистально, неправильно перисті, гілки до 7 мм, часто вигнуті. Стеблові листки прямовисні, черепитчасті, яйцеподібні, увігнуті, не чи злегка складчасті, (1.2)1.6–2.2 × (0.5)0.7–1.1 мм; краї рівні або часто загнуті нижче найширшої частини листка, зубчасті; верхівка коротко- або довгозагострена. Листки гілок з асиметричною основою; краї загнуті нижче найширшої частини листа з обох боків, злегка зубчасті; верхівка поступово загострюється. Вид автоіктичний. Коробочкові ніжки червонувато-помаранчеві, 1.5–2 см. Коробочка сильно нахилена, горизонтальна чи поникла, червонувато-помаранчева, зазвичай коротко-яйцеподібна, рідше яйцювато-видовжена, 1.2–1.4(1.7) мм. Спори 13–16 мкм.